# Peder Wahl
Peder Wahl (ur. 22 sierpnia 1907 w Røyken, zm. 1991) – norweski skoczek narciarski i dwuboista klasyczny.
W lutym 1930 roku wystąpił na mistrzostwach świata w narciarstwie klasycznym w Oslo, podczas których zajął jedenaste miejsce w konkursie skoków na dużej skoczni. Cztery lata później uczestniczył w mistrzostwach świata w Sollefteå, na których zajął 27. miejsce w konkursie kombinacji norweskiej oraz 44. w konkursie skoków, ex aequo z Finem Rolfem Turkką.
Trzykrotnie stanął na podium igrzysk narciarskich w Lahti – w 1929 roku zajął drugie miejsce w skokach narciarskich i również drugie w kombinacji, a w 1936 roku trzecie miejsce w kombinacji. W 1936 roku w konkursie skoków w Lahti był siedemnasty.